# Malattia di McArdle
Per malattia di McArdle, in campo medico, si intende una malattia di accumulo di glicogeno (glicogenosi di tipo V). La malattia si trasmette come carattere autosomico recessivo, il gene mutato è localizzato nel cromosoma 11 e codifica per l'enzima glicogeno-fosforilasi coinvolto nella glicogenolisi. Questo enzima è muscolo-specifico pertanto gli altri tessuti non sono interessati dalla patologia. L'impossibilità ad utilizzare il glicogeno porta ad una riduzione della disponibilità di energia per le cellule muscolari durante lo sforzo fisico, specialmente nelle prime fasi dello sforzo e in caso di esercizi isometrici o strenui.

## Eponimia
La malattia è stata scoperta nel 1951 dal medico inglese Brian McArdle (1911 - 2002).

## Sintomatologia
Fra i sintomi e i segni clinici ritroviamo dolore, crampi muscolari, e tipica miopatia accentuati dopo esercizio fisico, ipostenia, strappi, rischio di rabdomiolisi da sforzo e mioglobinuria (in questo caso monitorare la funzione dei reni, per rischio di insufficienza renale acuta), lieve atrofia muscolare, pseudomiotonia, tachipnea e tachicardia da sforzo.
La sintomatologia caratteristica include il fenomeno "second wind" (secondo vento) cioè la rapida comparsa di esaurimento muscolare e dolore muscolare con il primo sforzo fisico ma, dopo un periodo di pochi minuti di riposo vi è scomparsa del dolore e la capacità di effettuare uno sforzo più prolungato senza più sintomi; questo fenomeno è dovuto al cambiamento di metabolismo che si ha con il prolungarsi dello sforzo, con l'inizio dell'utilizzo degli acidi grassi come fonte di energia (invece degli zuccheri). La forma infantile più grave.

## Trattamento
Vi sono diversi trattamenti di mantenimento, tra cui il controllo della CPK e l'assunzione di glucosio prima di uno sforzo.